# Alexandrine de Bleschamp
Titre
Princesse consort de Canino
31 août 1814 – 29 juin 1840
Marie Laurence Charlotte Louise Alexandrine Jacob de Bleschamp, née le 23 février 1778 à Calais  et morte le 13 juillet 1855 à Senigallia, est une aristocrate française.
Elle est installée jusqu'à sa mort en Italie après son mariage avec Lucien Bonaparte.

## Biographie
Alexandrine Jacob de Bleschamp est la fille de Charles-Joseph Jacob (1747-1824), seigneur de Bleschamp, avocat au Parlement, commissaire de la Marine, receveur de l'Entrepôt des Tabacs de la ville, et de Jeanne-Louise Philiberte Bouvet de Verneuil, et la petite-fille par sa mère de Marie-Gasparde Grimod de Montgelas, dame de Verneuil (issue de la dynastie des financiers Grimod, cette dernière est la cousine germaine de Françoise Thérèse Grimod de La Reynière — Madame Chrétien Guillaume de Lamoignon de Malesherbes — et la nièce du fermier général Pierre Grimod du Fort d'Orsay).
Elle est l'épouse, puis la veuve en 1802, du banquier Hippolyte Jouberthon (avec qui elle a une fille, Anna Jouberthon de Vambertie 1799-1845, devenue comtesse Alfonso Hercolani de Blumberg, puis princesse Maurice Jablonowski). Mais elle est plus connue comme étant la seconde femme de Lucien Bonaparte (mariée le 26 octobre 1803) avec qui elle a neuf enfants :
- Charles-Lucien Bonaparte (1803-1857), naturaliste et ornithologue, qui épouse, en 1822, ZénaÏde Bonaparte ;
- Lætitia Bonaparte (1804-1871) qui épouse, en 1821, Sir Thomas Wyse (1791-1862) ;
- Joseph Bonaparte (1806-1807)  ;
- Jeanne Bonaparte (1807-1829) qui épouse, en 1825, le marquis Honoré Honorati ;
- Paul Bonaparte (1809-1827) ;
- Louis Lucien Bonaparte (1813-1891), qui épouse, en 1833,  Florence Maria Anna Cecchi et, en 1891, Clémence Richard ;
- Pierre Napoléon Bonaparte (1815-1881) en couple, depuis 1852, avec Éléonore-Justine Ruffin qu'il épouse en 1871 ;
- Antoine Bonaparte (1816-1877) qui épouse, en 1839, Carolina Anna-Maria Cardinali ;
- Marie-Alexandrine Bonaparte (1818-1874) qui épouse, en 1836, Vincenzo Valentini, comte di Lavianio ;
- Constance Bonaparte (1823-1876), abbesse du couvent du Sacré-Cœur de Rome.

Elle était l'une des femmes les plus aimables et les plus spirituelles de cette époque. Lucien l'a rencontrée dans la société du comte Alexandre de Laborde au château de Méréville.
Avec son époux, ils participèrent aux fouilles de la nécropole de la Polledrara, dont la tombe d'Isis à Vulci révéla un mobilier funéraire d'une grande richesse archéologique. Un total de 70 objets découverts dans cette tombe firent partie des collections de l'Allemand Emil Braun (1809-1856) et furent acquis par le British Museum en 1850.
Elle est inhumée avec son mari dans la collégiale San Giovanni e Andrea de Canino (Italie), où se trouve un cénotaphe de Christine Boyer (3 juillet 1771-14 mai 1800), la première épouse de Lucien Bonaparte morte à 29 ans.